# Алфредо Адаме
Алфредо Адаме (на испански: Alfredo Adame) е мексикански актьор, съпруг на актрисата Мари Пас Банкелс, която е сестра на актрисата и певица Росио Банкелс.

## Филмография

### Теленовели
- Да обичам без закон (2018) – Уго Артеага
- Двойният живот на Естела Карийо (2017) – Педро Карийо Гонсалес
- Амазонките (2016) – Висенте Мендоса Кастро
- Не ме оставяй (2015) – Алфонсо Фонсека Кортес
- Сянката на миналото (2014/15) – Отец Херонимо Алкосер
- Това, което животът ми открадна (2013) – Бенхамин Алмонте
- Жената от Вендавал (2012/13) – Лусиано Кастело
- Dos hogares (2011) – Армандо Гарса
- Когато се влюбиш (2010) – Онорио Санчес
- Капризи на съдбата (2009) – Джон Сейгал
- В името на любовта (2008/09) – Рафаел Саенс
- Мащеха (2005) – Водещият
- Пътища на любовта (2002) – Рикардо Домингес
- María Belén (2001) – Алфонсо Гарсия Марин
- Ангелско личице (2000) – Себе си
- DKDA (1999) – Пломеро
- Alguna vez tendremos alas (1997) – Карлос Аугусто
- Tú y yo (1996) – Карлос Аугусто Белтран
- Bajo un mismo rostro (1995) – Диего
- Семеен портрет (1995) – Естебан Акуня
- Отвъд моста (1994) – Едуардо Фуентес Виялба
- С лице към Слънцето (1992) – Едуардо Фуентес Виялба
- Не вярвам на мъжете (1991) – Густаво Миранда Кампос
- Силата на любовта (1990) – Фелипе
- Балада за една любов (1989 – 1990) – Густаво Еленес
- Моята втора майка (1989) – Ханс

### Сериали
- Como dice el dicho (2011)
- Cero en conducta (1999)
- Mujer, casos de la vida real (1997)

### Кино
- Súper mamá (2006)
- La pareja más pareja (2005)
- Reclusorio III (1999)
- En las manos de Dios (1996)
- Los cómplices del infierno(1995)
- Perfume, efecto inmediato (1994)
- Dos fantasmas sinvergüenzas (1993)
- El salario de la muerte (1993) – Хорхе
- Anatomía de una violación (1992)
- Fuga al destino (1987)

### Водещ на предавания
- Video Cosmos (1980)
- De buenas a la 1 (2008)
- Hoy (1998)
- Viva la mañana (2005)
- Награди TVyNovelas 2004
- Ay amor (2003)

### Комедийни програми
- Estrella2
- Al derecho y al Derbez
- Dos curas de locura
- Papito querido

### Театър
- Infidelidades (2015)[1]
- Celia el Musical (2016)[2]

## Награди и номинации
Награди TVyNovelas
| Година | Категория                      | Програма/Теленовела | Резултат  |
| ------ | ------------------------------ | ------------------- | --------- |
| 2002   | Най-добър водещ                | Hoy                 | Номиниран |
| 1991   | Най-добър актьор в главна роля | Силата на любовта   | Номиниран |

Награди Bravo (Мексико)
| Година | Категория       | Програма       | Резултат |
| ------ | --------------- | -------------- | -------- |
| 2007   | Най-добър водещ | Viva la mañana | Печели   |

Награди El Heraldo de México
| Година | Категория                     | Теленовела     | Резултат  |
| ------ | ----------------------------- | -------------- | --------- |
| 1996   | Най-добър телевизионен актьор | Семеен портрет | Номиниран |